# 拉莫特蒙特拉韦勒
拉莫特蒙特拉韦勒（法語：Lamothe-Montravel，法語發音：[lamɔt mɔ̃tʁavɛl]）是法国多尔多涅省的一个市镇，属于贝尔热拉克区。 

## 地理
拉莫特蒙特拉韦勒（44°51'5"N, 0°1'31"E）面积11.63 平方千米，位于法国新阿基坦大区多爾多涅省，该省份为法国西南部内陆省份，是法國本土面积第三大的省，大致对应佩里戈尔地区，北起顺时针与夏朗德省、上维埃纳省、科雷兹省、洛特省、洛特-加龙省、吉倫特省和滨海夏朗德省接壤。
与拉莫特蒙特拉韦勒接壤的市镇（或旧市镇、城区）包括：圣米歇尔德蒙泰涅、蒙卡雷、卡斯蒂永拉巴塔耶、弗洛雅格、瑞亚克、穆列茨和维勒马丹、圣瑟兰德普拉。
拉莫特蒙特拉韦勒的时区为UTC+01:00、UTC+02:00（夏令时）。

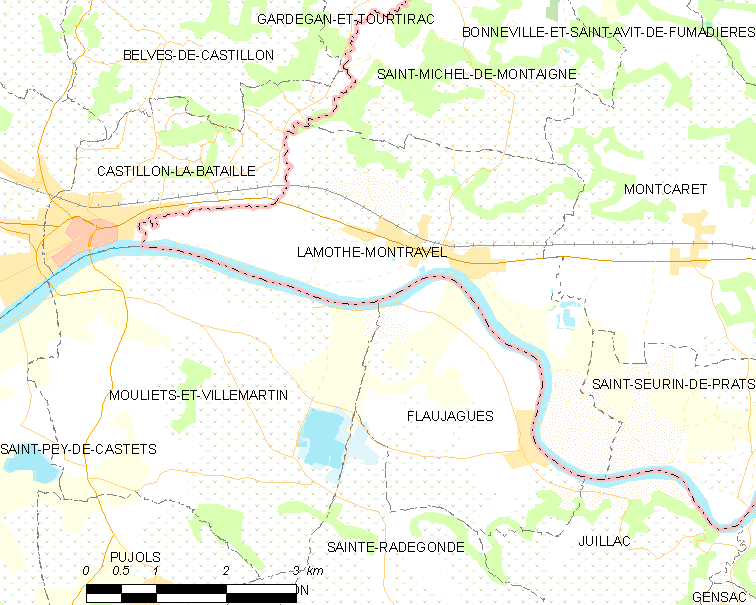
拉莫特蒙特拉韦勒的OSM定位图

## 行政
拉莫特蒙特拉韦勒的邮政编码为24230，INSEE市镇编码为24226。

## 政治
拉莫特蒙特拉韦勒所属的省级选区为蒙泰涅和居尔松地区县。

## 人口

1962-2008年间拉莫特蒙特拉韦勒人口变化图示

拉莫特蒙特拉韦勒于2022年1月1日时的人口数量为1430人。